# 平川镇 (宾川县)
平川镇，是中华人民共和国云南省大理白族自治州宾川县下辖的一个乡镇级行政单位。

## 行政区划
平川镇下辖以下地区：
平川村、帽角山村、马花村、罗九村、康宁村、李子园村、石岩村、禾头村、盘谷村、底么村、朱苦拉村、古底村、东升村和得的么村。

## 特产
朱苦拉村的朱苦拉咖啡：中国地理标志产品。